# São João da Ribeira

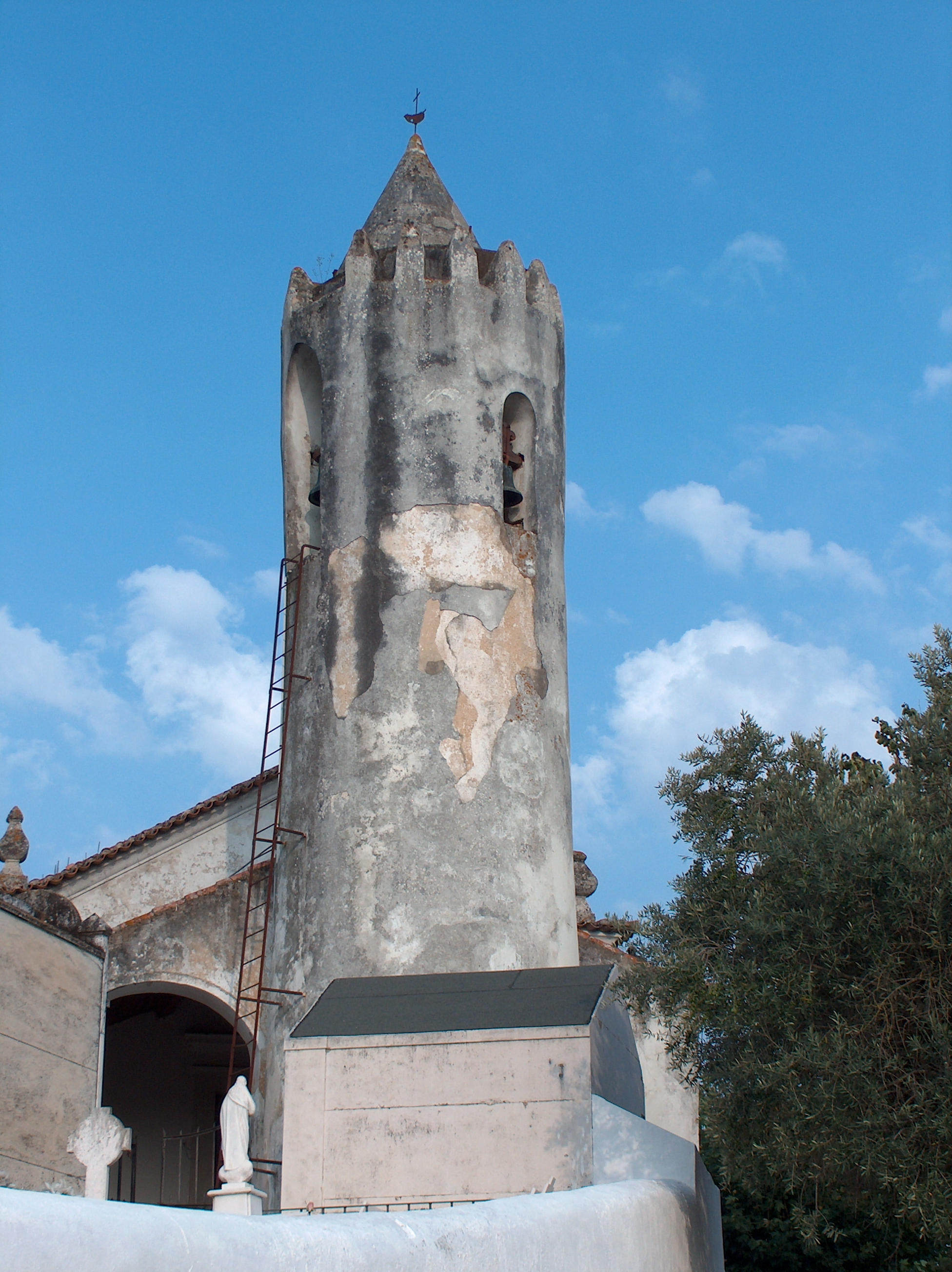
Torre Mourisca em São João da Ribeira

São João da Ribeira é uma povoação portuguesa do município de Rio Maior que foi sede da extinta homónima, freguesia que tinha 20,16 km² de área e 892 habitantes (2011), e, por isso, uma densidade populacional de 44,2 hab/km².
A freguesia de São João da Ribeira foi extinta (agregada) pela reorganização administrativa de 2012/2013, tendo o seu território sido agregado ao da Freguesia de Ribeira de São João para criar a União de Freguesias de São João da Ribeira e Ribeira de São João.
A antiga freguesia é atravessada pela EN 114 que liga Rio Maior a Santarém.
Várias freguesias vizinhas foram desanexadas de S. João da Ribeira:
- Marmeleira em 1878 ou 1879
- Arrouquelas em 1962
- Ribeira de São João e Malaqueijo em 1984.

Seu regedor actual é o Sr. António da Silva Félix.
A Junta de Freguesia é composta por Luís Cruz, Presidente; Ricardo Pedro, Tesoureiro; Leandro Jorge, Secretário.

## População
| População da freguesia de São João da Ribeira | População da freguesia de São João da Ribeira | População da freguesia de São João da Ribeira | População da freguesia de São João da Ribeira | População da freguesia de São João da Ribeira | População da freguesia de São João da Ribeira | População da freguesia de São João da Ribeira | População da freguesia de São João da Ribeira | População da freguesia de São João da Ribeira | População da freguesia de São João da Ribeira | População da freguesia de São João da Ribeira | População da freguesia de São João da Ribeira | População da freguesia de São João da Ribeira | População da freguesia de São João da Ribeira | População da freguesia de São João da Ribeira |
| --------------------------------------------- | --------------------------------------------- | --------------------------------------------- | --------------------------------------------- | --------------------------------------------- | --------------------------------------------- | --------------------------------------------- | --------------------------------------------- | --------------------------------------------- | --------------------------------------------- | --------------------------------------------- | --------------------------------------------- | --------------------------------------------- | --------------------------------------------- | --------------------------------------------- |
| 1864                                          | 1878                                          | 1890                                          | 1900                                          | 1911                                          | 1920                                          | 1930                                          | 1940                                          | 1950                                          | 1960                                          | 1970                                          | 1981                                          | 1991                                          | 2001                                          | 2011                                          |
| 2 542                                         | 2 838                                         | 1 932                                         | 2 062                                         | 2 384                                         | 2 460                                         | 2 679                                         | 2 839                                         | 3 154                                         | 2 944                                         | 1 676                                         | 2 077                                         | 915                                           | 887                                           | 892                                           |

Nos censos de 1864 e 1878 incluía a povoação de Marmeleira. Com lugares desta freguesia foi criada em 1962 a freguesia de Arrouquelas e em 1984 a freguesia da Ribeira de São João
| Distribuição da População por Grupos Etários | Distribuição da População por Grupos Etários | Distribuição da População por Grupos Etários | Distribuição da População por Grupos Etários | Distribuição da População por Grupos Etários | Distribuição da População por Grupos Etários | Distribuição da População por Grupos Etários | Distribuição da População por Grupos Etários | Distribuição da População por Grupos Etários | Distribuição da População por Grupos Etários |
| -------------------------------------------- | -------------------------------------------- | -------------------------------------------- | -------------------------------------------- | -------------------------------------------- | -------------------------------------------- | -------------------------------------------- | -------------------------------------------- | -------------------------------------------- | -------------------------------------------- |
| Ano                                          | 0-14 Anos                                    | 15-24 Anos                                   | 25-64 Anos                                   | > 65 Anos                                    |                                              | 0-14 Anos                                    | 15-24 Anos                                   | 25-64 Anos                                   | > 65 Anos                                    |
| 2001                                         | 124                                          | 109                                          | 470                                          | 184                                          |                                              | 14,0%                                        | 12,3%                                        | 53,0%                                        | 20,7%                                        |
| 2011                                         | 114                                          | 86                                           | 472                                          | 220                                          |                                              | 12,8%                                        | 9,6%                                         | 52,9%                                        | 24,7%                                        |

Média do País no censo de 2001:  0/14 Anos-16,0%; 15/24 Anos-14,3%; 25/64 Anos-53,4%; 65 e mais Anos-16,4%
Média do País no censo de 2011:   0/14 Anos-14,9%; 15/24 Anos-10,9%; 25/64 Anos-55,2%; 65 e mais Anos-19,0%

## História
Presume-se que as origens de São João da Ribeira, que autrora se chamava "São João Baptista da Ribeira", remontem à época da Reconquista Cristã. Já existia em 1111, sendo nesta época um lugar de significativa importância, como o comprovam a sua Torre Mourisca e o Castro do Monte de São Gens.
O antigo dono da Quinta do Seabra era o Dr. José Seabra da Silva, Ministro e Ajudante do Marquês de Pombal, natural de Vilela, onde nasceu em 31 de Outubro de 1732. Por intrigas contra ele movidas foi desterrado em 1771 e mais tarde preso nas masmorras do castelo de São João da Foz, no Porto. Proclamada D. Maria I, transferiram-no para o Rio de Janeiro e depois para um presídio de Angola. Em 1788, no tempo de D. João VI volta a ser Ministro, mas em breve, por novas intrigas, volta outra vez a ser violentamente destituído de todos os seus cargos públicos.
Os serviços religiosos desta freguesia estavam dependentes do Convento dos Lóios, de Santarém, até 1834; depois passou a reitoria. No administrativo, S. João da Ribeira foi lugar importante que chegou a ser sede do concelho de Rio Maior, segundo Decreto de 3 de Janeiro de 1847, tendo pertencido anteriormente ao concelho de Santarém.

## Lugares
Compunha-se a Freguesia dos lugares ou casais seguintes:
Cabeça Gorda,Fonte Nova, Casal das Figueiras, Casal do Pinheiro, Casal da Rompida, Casal do Laroujo, Laroujo, Casais da Lezíria, Louzela, São João da Ribeira, Vale de Barco, Alagoa e Arneiro, com 565 fogos e 2216 habitantes.

## Actividades económicas
Agricultura, pastorícia, pequeno comércio, Indústria de transformação de tomate. Era a segunda freguesia do Município em importância quanto à produção vinícola, oleícola, usealifera e moageira.

## Festas e romarias
- São João Baptista (24 de Junho)
- Senhora das Virtudes (8 de Setembro)
- Festas de Cabeça Gorda (2.º Domingo de Julho)

## Património
- Torre Mourisca - Constituiu uma vigia ou atalaia de reconhecimento para impedir o avanço das tropas de D. Afonso Henriques para o Sul. Como Santarém esteve em poder dos Mouros no século XII, admite-se que a edificação, hoje muito adulterada pelo tempo, tivesse surgido nessa época, sendo um ponto de passagem entre a linha do Tejo e a Região de Óbidos.
- Castro do Monte de São Gens
- Igreja matriz - A sua igreja possui uma torre a que se atribui origem mourisca e que data de 1111, segundo documento arquivado na Torre do Tombo, sendo de lastimar que recentemente a tenham modificado, pois é talvez única no País. O terreno onde foi edificada a Igreja, como o largo fronteiro, parece ter servido, em tempos passados, de cemitério, devido às inúmeras ossadas humanas que nele se têm encontrado. Nesta Igreja existem azulejos de inestimável valor. Tem um cruzeiro que, segundo se afirma no lugar, está cobrindo uma sepultura.
- Pelourinho

## Outros locais de interesse turístico
- Quinta do Seabra - Foi começada a construir-se no tempo do Rei D. José e acabada por José de Seabra da Silva, razão porque é ainda conhecida pelo nome de Seabra, embora actualmente pertença a Abílio Rodrigues da Silva. Nesta Quinta havia um grande subterrâneo onde se refugiavam os políticos quando eram perseguidos. Tinha capela que certo rendeiro demoliu. As suas paredes eram tão grossas que no começo da sua construção podiam rodar carros de bois por cima delas.

Além da Quinta do Seabra nesta freguesia existe ainda a Quinta Nova, pertencente ao Sr. Joaquim Duarte Barreira; a Quinta dos Capuchos, pertencente ao Sr. António Fernandes; e ainda a Quinta da Ferraria, pertencente ao Sr. Tomaz Pereira da Fonseca, que tem a tradição de em tempos remotos se haver feito nela extracção de ferro por ali se encontrarem ainda grandes quantidades de escórias.
- Monte de S. Gens
- Torre Mourisca
- Igreja Matriz
- Cruzeiro
- Museu Rural e Etnográfico

## Personalidades
- Ruy Belo (Maior Poeta do Séc. XX, nascido em São João da Ribeira)

## Gastronomia
Coscorões, migas, nógados e velhotes

## Artesanato
Bonecarte: Bonecos de madeira e suas vestimentas, artigos decorativos, com mensagens alusivas

## Colectividades
- União Recreativa Sanjoanense
- Grupo de Danças e Cantares de São João da Ribeira
- Comissão de Melhoramentos Actividades Recreativas e Culturais de Cabeça Gorda - S. João da Ribeira
- Associação Cultural Desportiva e Recreativa de São João da Ribeira
- RB 33 - Associação de Jovens de S. João da Ribeira
- C.N.E. - Agrupamento 1213 S. João da Ribeira